# 10487 Danpeterson
10487 Danpeterson (1985 GP1) là một tiểu hành tinh vành đai chính được phát hiện ngày 14 tháng 4 năm 1985 bởi C. S. Shoemaker và E. M. Shoemaker ở Palomar.